# Virac (Filippine)
Virac è una municipalità di prima classe delle Filippine, capoluogo della Provincia di Catanduanes, nella Regione di Bicol.
Virac è formata da 63 baranggay:
- Antipolo Del Norte
- Antipolo Del Sur
- Balite
- Batag
- Bigaa
- Buenavista
- Buyo
- Cabihian
- Calabnigan
- Calampong
- Calatagan Proper
- Calatagan Tibang
- Capilihan
- Casoocan
- Cavinitan
- Concepcion (Pob.)
- Constantino (Pob.)
- Danicop
- Dugui San Vicente
- Dugui San Isidro
- Dugui Too

- F. Tacorda Village
- Francia (Pob.)
- Gogon Centro
- Gogon Sirangan
- Hawan Grande
- Hawan Ilaya
- Hicming
- Ibong Sapa (San Vicente Sur)
- Igang
- Juan M. Alberto (Poniton)
- Lanao (Pob.)
- Magnesia Del Norte
- Magnesia Del Sur
- Marcelo Alberto (Pob.)
- Marilima
- Pajo Baguio
- Pajo San Isidro
- Palnab Del Norte
- Palnab Del Sur
- Palta Big
- Palta Salvacion

- Palta Small
- Rawis (Pob.)
- Salvacion
- San Isidro Village
- San Jose (Pob.)
- San Juan (Pob.)
- San Pablo (Pob.)
- San Pedro (Pob.)
- San Roque (Pob.)
- San Vicente
- Santa Cruz
- Santa Elena (Pob.)
- Santo Cristo
- Santo Domingo
- Santo Niño
- Simamla
- Sogod-Simamla
- Sogod-Tibgao
- Talisoy
- Tubaon
- Valencia